# نسيم خان
نسيم خان (بالإنجليزية: Mohammed Arif (Naseem) Khan)‏ هو سياسي هندي، ولد في 21 أكتوبر 1963. حزبياً، نشط في المؤتمر الوطني الهندي. وقد انتخب Member of the Legislative Assembly (India) ‏.